# Napaeosciomyza subspinicosta
Napaeosciomyza subspinicosta is een vliegensoort uit de familie van de Helosciomyzidae. De wetenschappelijke naam van de soort is voor het eerst geldig gepubliceerd in 1928 door Tonnoir & Malloch als Helosciomyza subspinicosta . De soort is in 1981 door Barnes ingedeeld bij het geslacht Napaeosciomyza.